# Faktisk.no
 (janvier 2025).
Faktisk.no ("En fait.non") est un site de vérification des faits créé par un ensemble d'entreprises de médias norvégiens, y compris la société nationale de radiodiffusion NRK, le conglomérat de médias Schibsted (qui possède Verdens Gang et Aftenposten) et le journal libéral Dagbladet. Fondé en 2017, le site fait partie du Réseau international de vérification des faits, lui-même lancé par l'Institut Poynter,. Un partenariat avec Facebook est annoncé en 2018 pour aider à vérifier les faits relayés par la plateforme.
Rédacteur en chef depuis son commencement, Kristoffer Egeberg quitte son poste en juin 2023. Il rejoint le service de renseignements norvégien PST pour en diriger la section open source.